# Hingol
Hingol (urdú: دریائے ہنگول) és el principal i més llarg riu del Balutxistan, a la regió de Makran. Té una longitud de 905 km. Neix a la vall de Suran i passa per la regió de Jhalawan al nord-est de Makran. El riu només porta aigua quan hi ha pluges, i només és perenne més avall de Kurragi a la regió de Jau. El parc nacional d'Hingol ocupa una part de la vall. El riu té diversos noms al llarg del seu recorregut: Rej a Silrab; Gidar Dhor a la vall de Gidar; Nal Kaur a la part mitjana del seu curs. Rep els seus principals afluents al sud, sent aquestos el Mashkai o Pao i l'Arra. Creua la vall d'Hungol per congosts de gran altura i desaigua a la mar d'Aràbia a 25° 23′ N, 65° 28′ E / 25.383°N,65.467°E. La capella i lloc de peregrinació d'Hinglaj està prop de la seva desembocadura.